# Taketomi, Okinawa
Taketomi (竹富町 (Trúc Phú đinh) Taketomi-chō, tiếng Yaeyama: Teedun, tiếng Okinawa: Dakidun) là thị trấn thuộc huyện Yaeyama, tỉnh Okinawa, Nhật Bản. Tính đến ngày 1 tháng 10 năm 2020, dân số ước tính thị trấn là 3.942 người và mật độ dân số là 12 người/km2. Tổng diện tích thị trấn là 334,4 km2.

## Giao thông
- Sân bay Hateruma nằm trên hòn đảo Hateruma của thị trấn Taketomi.